# カネ長武田百貨店
カネ長武田百貨店（カネちょうたけだひゃっかてん）は、青森県に出店していた日本の百貨店である。現在のさくら野百貨店のルーツの一つにあたる。

## 歴史・概要
元は1850年代（安政年間）に創立した「武田呉服店」で、1949年（昭和24年）「株式会社カネ長武田」に改組、1961年（昭和36年）には百貨店営業登録をした。
1951年に青森市の新町と八戸市（1964年（昭和39年））に出店するなど急速に成長し、1965年（昭和40年）には青森店が売上高18.0億円を記録し、売場面積で上回る松木屋の13.7億円に大きな差を付けて青森市の地域一番店となった。青森店は1953〜1959年にかけて店舗を増築し、百貨店営業登録後の1962年10月に4階建てに、更に1967年（昭和42年）11月に6階建てに増床された。1977年（昭和52年）には郊外にサンロード青森が開店するのに対抗し増床を行い、現在の外観になった。八戸店はその後撤退。店舗はその後家電量販店に使われた後閉鎖されたが、現在は解体され、後に駐車場となっている。
1971年（昭和46年）頃には弘前市土手町・黒石市に出店。津軽地方を基盤にした経営に移行する。その頃からスーパーマーケット「タケダストア」の事業展開を始める。黒石店はタケダストア黒石店を経てニチイ黒石店となるが、1990年代後期に閉店となった。
紙袋・包装紙等は青森県らしくりんごのシルエットやりんごの花のイラストが使われた。包装紙は八戸に店舗があった時代は水色地の物が、八戸撤退後は白とオレンジ色を基調とした物であった。
1978年（昭和53年）3月に新時代の百貨店を目指してニチイ（現・イオンリテール）の支援を受けて山田百貨店、イチムラ、丸光、小美屋の百貨店4社と共に「株式会社百貨店連合」（現・さくら野百貨店）を設立し、同年4月に百貨店連合が設立に参加した百貨店5社と経営管理に関する業務委託契約を締結して業務を委託した。
1981年（昭和56年）3月にカネ長武田百貨店は山田百貨店とイチムラの2社と合併して株式会社武田山田百貨店を発足させた。
その後、1982年（昭和57年）9月に株式会社百貨店連合が武田山田百貨店、丸光小美屋（1982年3月に丸光と小美屋が合併）を合併。百貨店連合が傘下5社の経営していた百貨店の経営を完全に引継ぎ、法人名から武田の名前が消滅した。
以降、カネ長武田百貨店の流れを汲む法人についてはダックビブレ及びさくら野百貨店を参照。

## イメージソング
作詞:北津青介(青森放送社員・劇作家 1933〜1973)　作曲:いずみたく 歌唱:天地総子
ダックシティブランドになってからはダックシティ統一のテーマ曲が使用された。

## 店舗
- 青森店 - 武田山田百貨店→百貨店連合と引き継がれた店舗。さくら野百貨店#青森本店を参照。
- 弘前店 - 武田山田百貨店→百貨店連合と引き継がれた店舗。土手町にあったカネ長武田百貨店から百貨店連合が引き継いだ店舗はダックビブレ#ダックシティカネ長武田弘前店を、その後継店舗についてはさくら野百貨店#弘前店を参照。
- 八戸店（1964年（昭和39年）開店　-  1971年（昭和46年）閉店） - 八戸市。撤退後、家電量販店が入居したがその閉店後に建物が解体され、駐車場になった。
- 黒石店（開店・閉店時期不明） - 黒石市。後にスーパーマーケットに業態転換し「タケダストア黒石店」を経て、ニチイに営業譲渡（「ニチイ黒石店」）。1990年代後期に閉店。